# SLR Moniuszki
SLR Moniuszki – stacja linii radioliniowych zlokalizowana w Toruniu przy ul. Moniuszki 11/13. Od 2014 pełni rolę nadajnika testowego multipleksu radiowego DAB+.

## Parametry[1]
- Wysokość posadowienia podpory anteny: 54 m n.p.m.
- Wysokość zawieszenia systemów antenowych: TV: 35 m n.p.m.; Radio: 45 m n.p.t.

## Transmitowane programy

### Programy radiowe – cyfrowe
| Skład multipleksu | Częstotliwość | Kanał | Moc nadajnika | Polaryzacja | Kierunkowość | Kompresja      |
| --- | ------------- | ----- | ------------- | ----------- | ------------ | -------------- |
| DAB+ - Polskie Radio Program I - Polskie Radio Program II - Polskie Radio Program III - Czwórka - Polskie Radio Dzieciom - Radio Poland - Program IV Polskie Radio 24 - Polskie Radio Chopin - Polskie Radio PiK | 220,352 MHz   | 11C   | 3 kW          | pionowa     | kierunkowa   | AAC/AAC+/AAC++ |

## Programy już nie nadawane

### Programy telewizyjne – analogowe
Emisję analogową wyłączono 20 maja 2013 roku.
| LP | Program | Właściciel | Częstotliwość | Kanał | Moc nadajnika | Polaryzacja |
| -- | ------- | ---------- | ------------- | ----- | ------------- | ----------- |
| 1  | TVN     | TVN S.A.   | 551,25 MHz    | 26    | 1 kW          | pozioma     |

### Programy radiowe – analogowe[3]
| LP | Program     | Właściciel | Częstotliwość | Moc nadajnika | Polaryzacja | Data wyłączenia     |
| -- | ----------- | ---------- | ------------- | ------------- | ----------- | ------------------- |
| 1  | RMF Classic | Grupa RMF  | 105,5 MHz     | 1 kW          | pozioma     | 6 października 2011 |